# 奈央晃徳
奈央 晃徳（なお あきなり）は、日本の漫画家。千葉県山武郡出身。
コミックマーケットで講談社の編集者にスカウトされ、大学在学中に朝基まさし、小林尽のアシスタントを務めたのち、第73回週刊少年マガジン新人漫画賞 で『ループループ』が入選。『マガジンSPECIAL』2005年No.1号掲載にてデビュー。同じ朝基門下でアシスタントを務めていた亜桜まるは兄弟子にあたる。

## 作品リスト

### 漫画作品
- 『サイコバスターズ』講談社〈講談社コミックス〉全7巻（原作：青樹佑夜、『マガジンSPECIAL』2006年No.3 - 2008年No.10）
- 『カウントラブル』講談社〈講談社コミックス〉全7巻（『別冊少年マガジン』2009年12月号 - 2012年12月号）
- 『トリニティセブン 7人の魔書使い』KADOKAWA（旧・富士見書房）〈ドラゴンコミックスエイジ〉既刊32巻（原作：サイトウケンジ、『月刊ドラゴンエイジ』2011年1月号 - 連載中）
- 院内秘湯と朴念仁（原作：佐藤ショウジ、『トリアージX コミックアンソロジー トリビュートX』2015年） - 『トリアージX』のアンソロジー寄稿作品。
- 『100万の命の上に俺は立っている』講談社〈講談社コミックス〉既刊21巻（原作：山川直輝、『別冊少年マガジン』2016年7月号 - 連載中）

### その他
- 刀剣乱舞-ONLINE-アンソロジー 〜出陣〜（アンソロジーコミック、2016年）イラスト

## 師匠
- 朝基まさし
- 小林尽